# Іліу Мелатрон

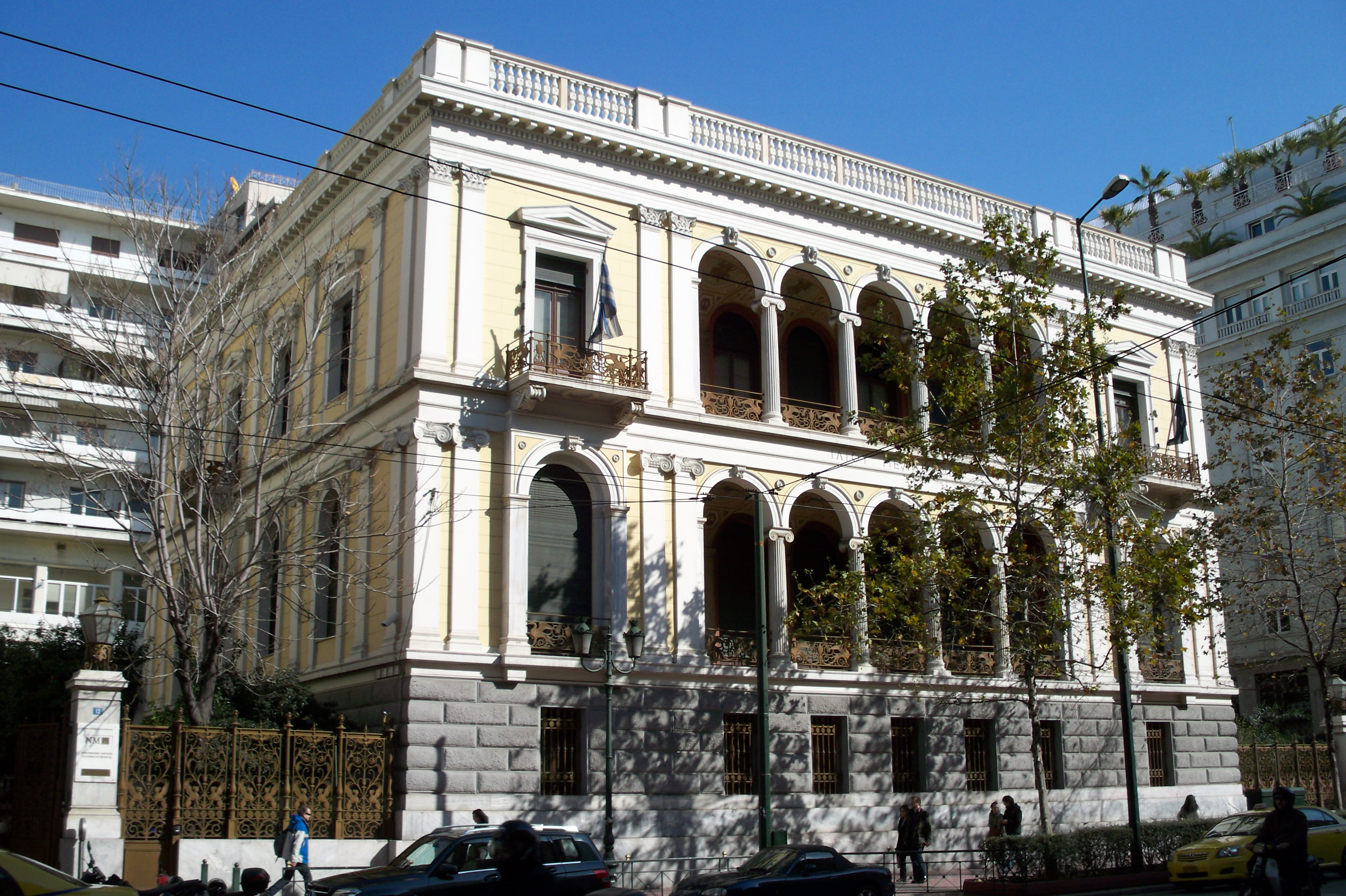
Іліу Мелатрон, фото 2011 року

Іліу Мелатрон (грец. Ιλίου Μέλαθρον, досл. «Троянський палац») — садиба Генріха Шлімана в центрі Афін, нині зайнятий Нумізматичним музеєм.

## Історія будівлі

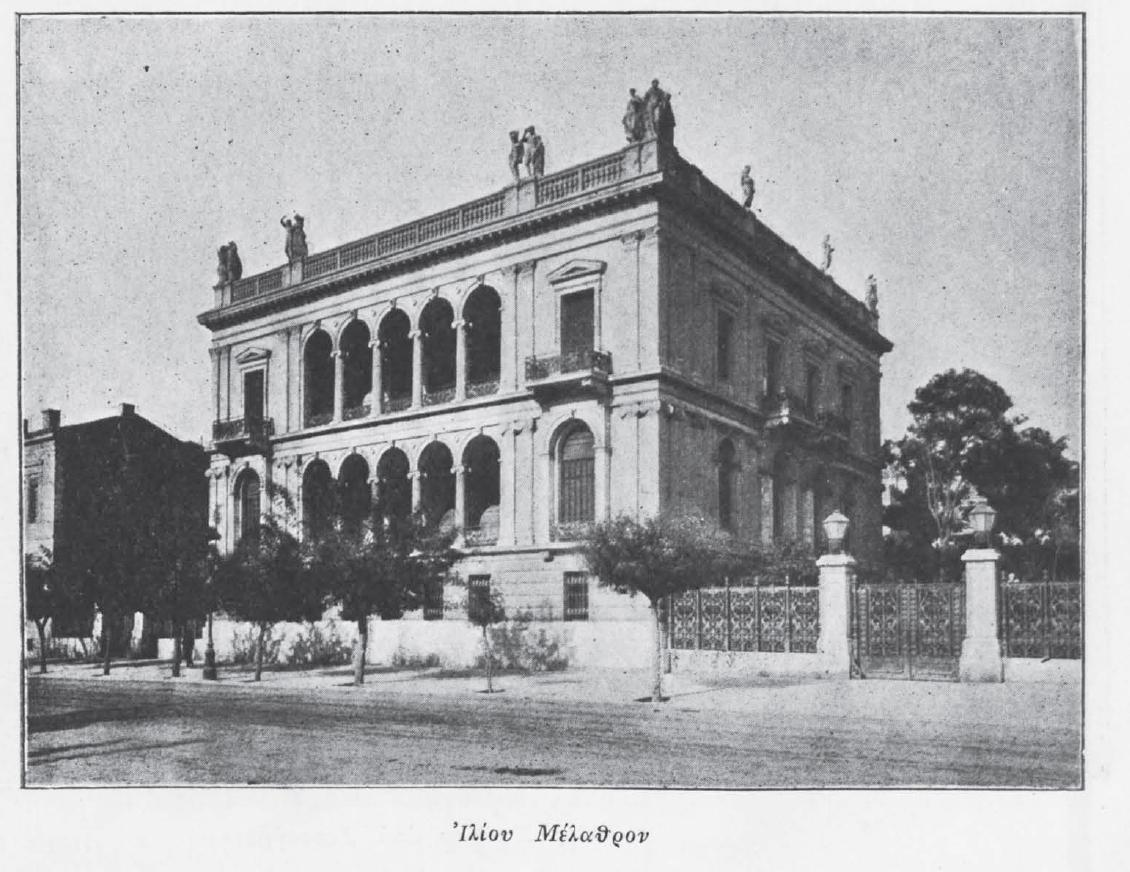
Іліу Мелатрон 1896 року

Будинок побудований в 1878–1879 роках на вулиці Панепістиміу німецьким архітектором Ернстом Ціллером в еклектичному стилі, що поєднує в собі елементи епохи Відродження і неокласицизму. Рік пішов на обробку внутрішніх приміщень та розпис стін, яку виконав словенський художник, який жив у Відні, Юрій Субик (1855–1890). Вартість побудови склала 890 000 франків.
Будинок включав 25 приміщень на двох поверхах, в тому числі велику залу, яка могла використовуватися для урочистостей та наукових заходів. Оздоблення було виконане в стилі помпейских фресок, зображуючи сцени Троянської війни. Стіни усіх кімнат вкривали написи - переважно фрагменти поем Гомера та вислови давньогрецьких філософів, що пасували призначенню кімнати. Свастики, які прикрашали мозаїчні підлоги і елементи огорожі, були запозичені з троянських орнаментів.
Будівля від самого початку включала музейні елементи, оскільки дві кімнати на першому поверсі були зайняті археологічними знахідками самого Шлімана. Сам археолог жив у будинку до своєї кончини в 1890 році, його дружина — Софія Шліман — володіла будинком до 1926 року, коли продала його грецькому уряду. Перший час будинок був відданий для художнього музею. В 1934–1981 роках особняк використовувався як резиденція Верховного касаційного суду, далі в сильно пошкодженому особняку розташовувалося Міністерство культури Греції. У 1985 році було прийнято рішення передати будівлю музею. 1990-ті роки будівлю відреставровли за первинним проектом (остаточно роботи були завершені до 2007 року), з 1998 року туди переїхав Нумізматичний музей.

### Проект Ернста Ціллера
Згідно первісного проекту Ернста Ціллера садиба мала таке планування:
Цокольний поверх
1.2: Музей
3-5: Кімнати слуг
6: Підвал
7: Кухня
8: Спальня
Перший поверх
9: Зала
10-12: Конференц-зал
13: Їдальня
14-16: Туалети
Другий поверх
17: Передпокій
18: Бібліотека
19.20: Дослідницька
21: Спальня
22-25: Інші кімнати

## Галерея

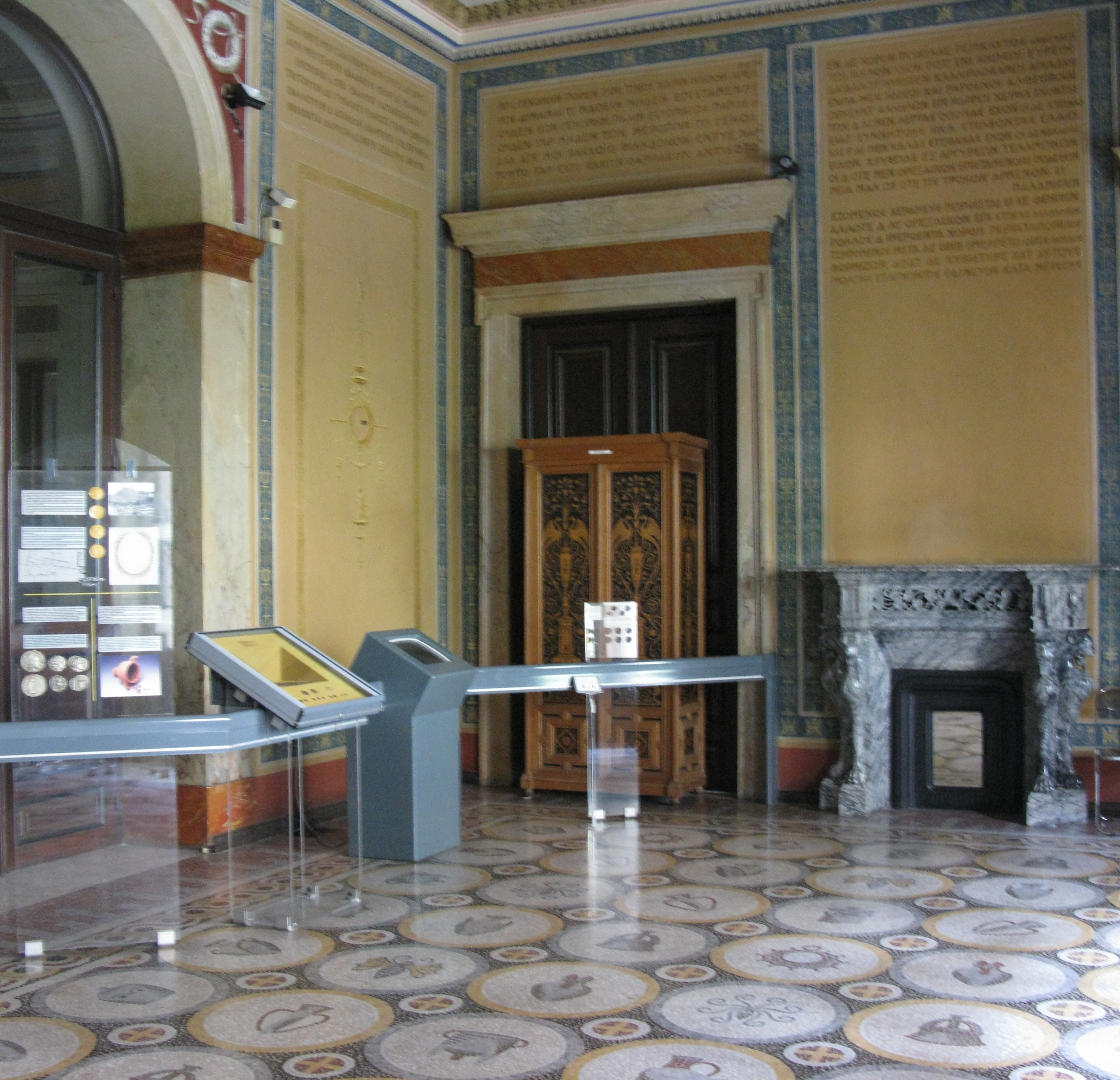
Одна з зал будівлі із текстами на стіні
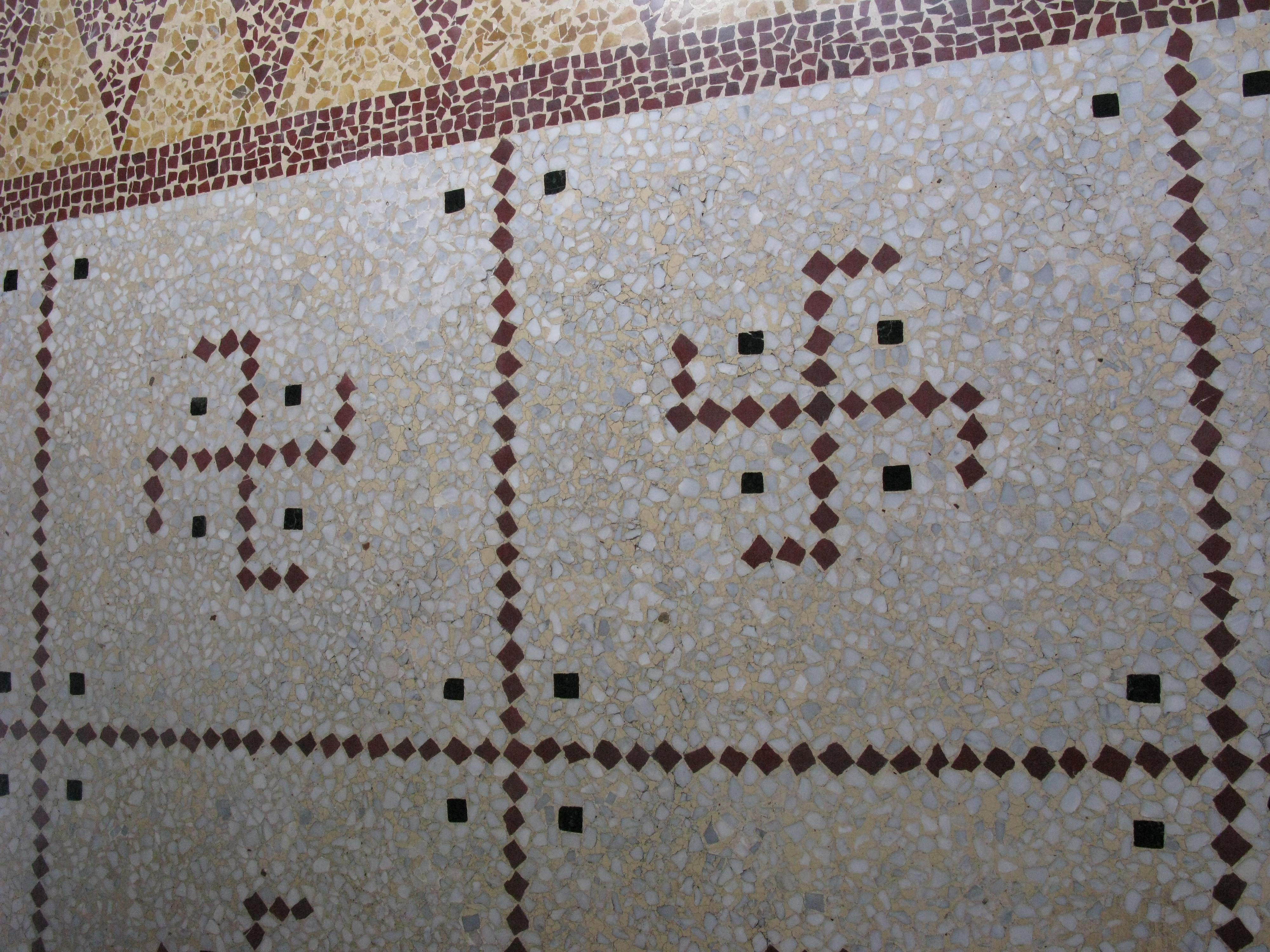
Свастики мозаїчної підлоги запозичені з троянських орнаментів
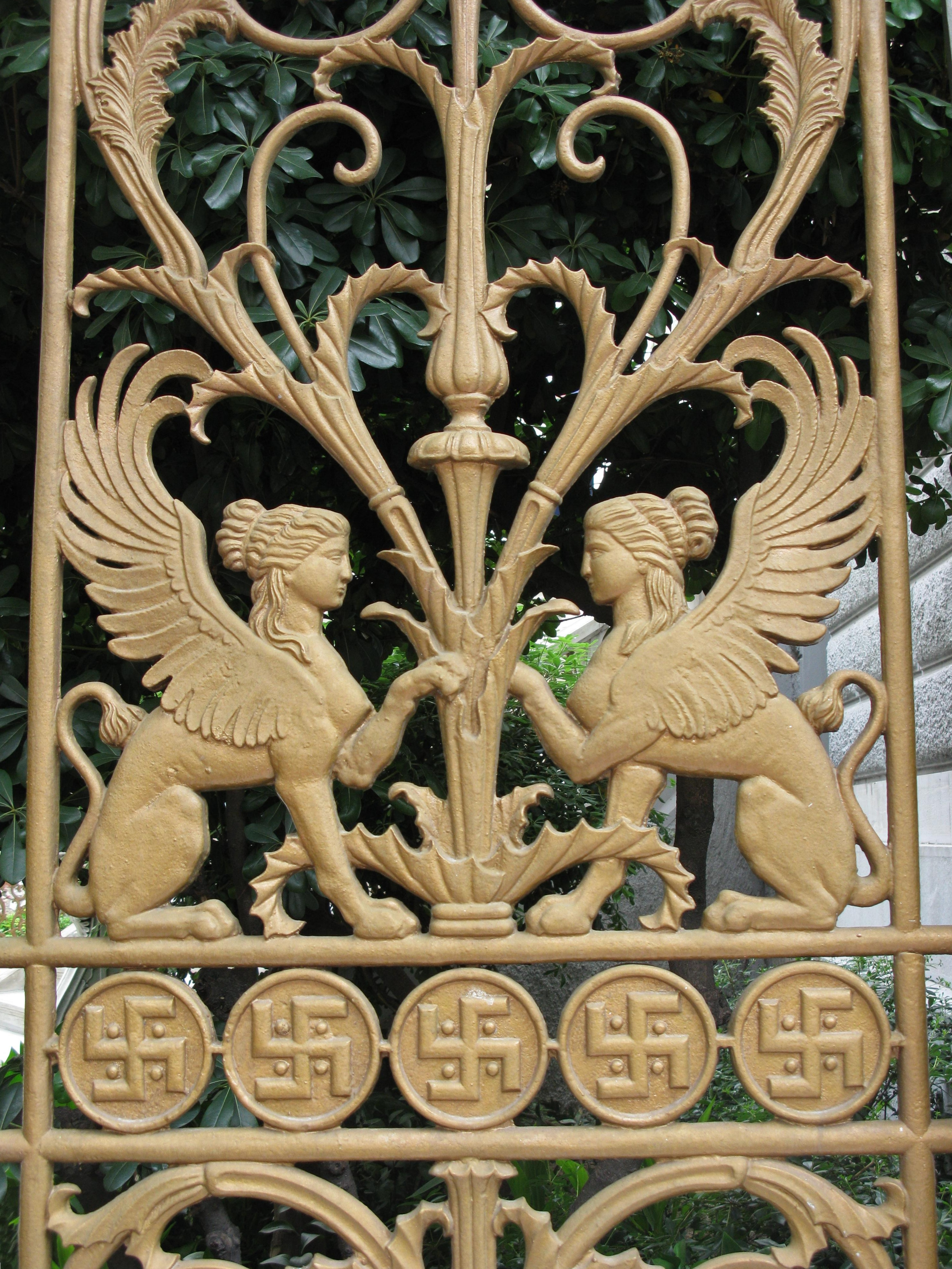
Крилаті сфінкси та свастики прикрашають й огорожу
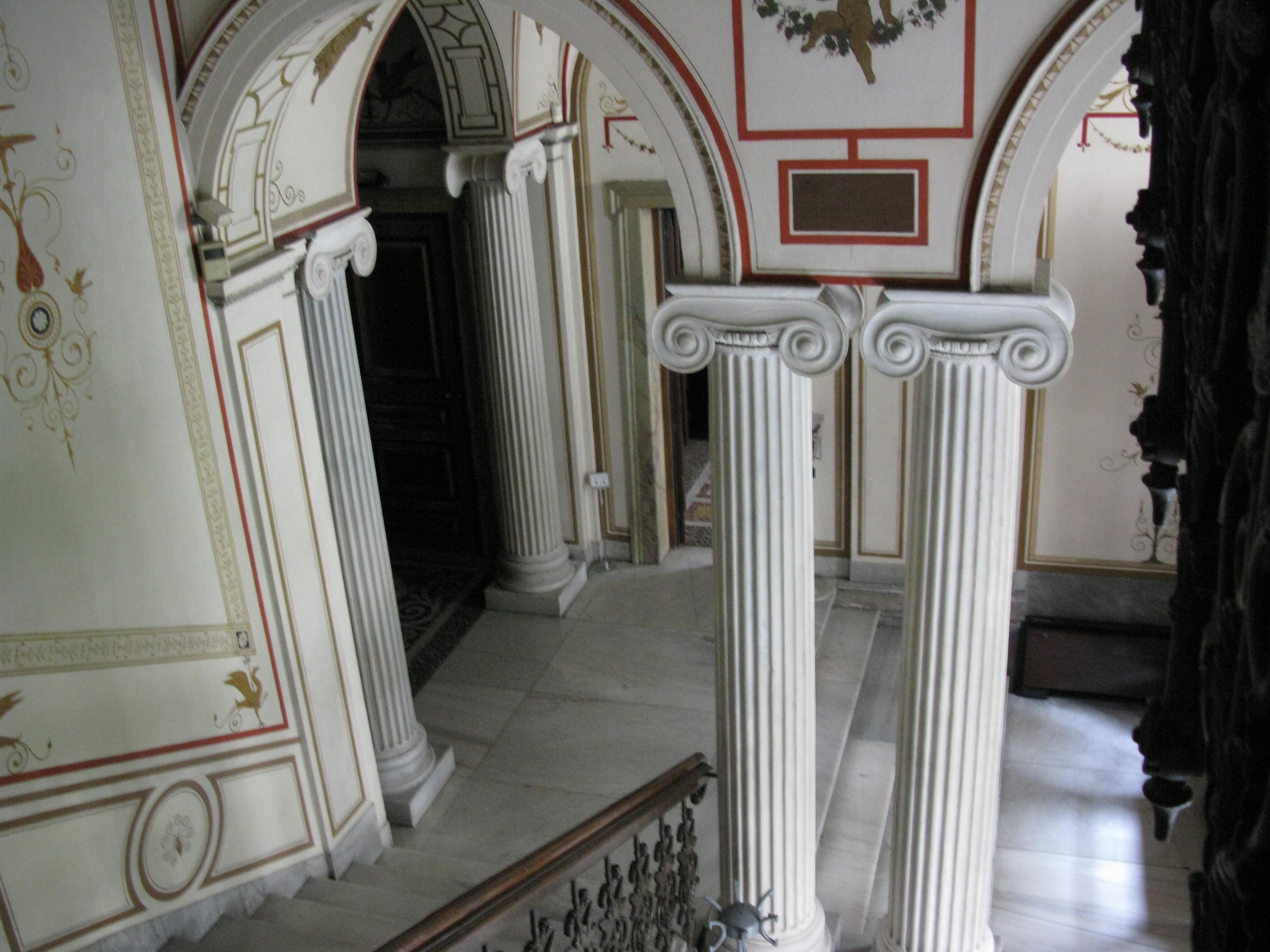
В оздобленні сходів використані іонічні колони